# Таусски-Тодд, Ольга
Ольга Таусски-Тодд (нем. Olga Taussky-Todd; 1906—1995) — американская учёная-математик австрийского происхождения; ученица австрийского математика Вильгельма Виртингера. Нётеровский чтец (1981).

## Биография
Родилась 30 августа 1906 года в городе Оломоуц Австро-Венгрии, ныне Чехии, в еврейской семье: её отец — Юлиус Давид Таусски, был промышленным химиком, а мать — Ида Поллах, была домохозяйкой. 
После получения высшего образования Ольга работала в алгебраической теории чисел под руководством немецкого профессора Венского университета Филиппа Фуртвэнглера (нем. Philipp Furtwängler). Одновременно она присутствовала на заседаниях общества учёных — Венского кружка.
В 1935 году Ольга Таусски переехала в Англию и стала научным сотрудником Girton College Кембриджского университета, а также Брин-Мор-колледжа. Областью её научных интересов стала теория матриц. Она использовала матрицы для анализа вибраций самолётов во время Второй мировой войны в Национальной физической лаборатории Великобритании. С 1938 года была замужем за британским математиком Джоном Тоддом (1911—2007), своим коллегой из Лондонского университета.
В 1945 году эмигрировала в США и работала в Национальном институте стандартов и технологий. С 1957 года была сотрудницей Калифорнийского технологического института в Пасадине, штат Калифорния. Таусски-Тодд была научным руководителем первой женщины доктора наук Калифорнийского технологического института в математике — Lorraine Lois Foster (род. 1938).
Умерла 7 октября 1995 года в Пасадине.
Ольга Таусски-Тодд была членом Американской ассоциации содействия развитию науки. Удостоена ряда наград, среди которых Нётеровская лекция (женщинам-учёным, внесшим существенный вклад математические науки) и Австрийский почётный знак «За науку и искусство» 1-й степени (1978).